# Zieleniec (Duszniki-Zdrój)
Zieleniec (en allemand: Grunwald) est un village situé près de Duszniki Zdrój dans la Voïvodie de Basse-Silésie, dans le sud de la Pologne.
Une petite station de ski a été développée à proximité du village. Le domaine skiable est l'un des plus importants et des plus connus de Pologne. Il permet d'atteindre les pentes du mont Velká Deštná qui est le sommet le plus haut des montagnes Orlické hory qui s'étendent sur le territoire de la République tchèque. Les pistes sont très larges et d'un niveau technique particulièrement adapté aux débutants. Elles sont relativement mal reliées entre elles, le skieur étant trop souvent obligé de pousser sur les bâtons pour aller d'une remontée mécanique à l'autre. La route d'accès à la station coupe en deux le domaine, une unique et étroite passerelle permettant de la franchir sans devoir déchausser. En dehors du télésiège 6 places débrayable Trójka et du télésiège Piątka qui propose une dénivelé totale de 280 mètres, le domaine est desservi par une pléthore de téléskis, alignés les uns à côté des autres. Aucune autre remontée ne donne accès à plus de 150 mètres de dénivelé.
Plusieurs entreprises différentes gèrent les remontées mécaniques. Une offre forfaitaire commune pour l'ensemble des pistes existe toutefois.
Un skibus gratuit relie quatre fois par jour la station depuis Duszniki Zdrój.
Le pionnier Heinrich Rübartsch (1852–1930) se lança dans la première exploitation de sports d'hiver des Sudètes dès la fin du XIXe siècle. Il y ouvrit également au début des années 1930 la Bismarck-Baude, un refuge d'altitude qui brula en 1945.
Une compétition de descente en VTT a lieu chaque saison estivale. 

## Histoire
- 1719 : Fondation de Zieleniec
- Mi-XIXe siècle : Début du développement touristique